# 陈宝源
陈宝源（1911年10月24日—1985年），印度尼西亚华裔政治家，在第三届夏赫里尔内阁期间担任国务部长。

## 生平
1911年10月24日出生于展玉。他就读于万隆的普通中学，并于1937年获得巴达维亚法学院（今印度尼西亚大学法学院）的法学硕士学位。1939年，他加入《新报》报社。1942年至1945年被日军监押。
印度尼西亚独立后，他被任命为第三届夏赫里尔内阁国务部长之一。1947年，他成为印度尼西亚国家中央委员会委员，并于1950年至1956年被任命为人民代表会议委员。